# Пашкова, Ольга Валентиновна
О́льга Валенти́новна Пашко́ва (27 октября 1970, Москва) — российская журналистка.

## Биография
В 1987—1989 работала в Центральном государственном архиве древних актов.
В 1989—1994 — сотрудник отдела неформальных организаций, главный хранитель фондов, ответственный секретарь Центра документации «Народный архив».
В 1994 году окончила Историко-архивный институт Российского государственного гуманитарного университета.
В 1994—2001 — эксперт, затем руководитель отдела газеты «Сегодня».
В 1999—2001 была одним из ведущих регулярной полосы «Времена», выходившей в газете «Сегодня» и посвящённой исторической тематике. Автор ряда публикаций по вопросам истории.
В 2001 году — ведущий эксперт аналитического департамента Центра политических технологий, публиковала статьи на аналитическом интернет-сайте «Политком.ру».
В 2001—2003 — выпускающий редактор, заместитель главного редактора журнала «Деловая хроника».
В 2003—2004 — заместитель главного редактора «Еженедельного журнала». С 2004 — заместитель главного редактора интернет-издания «Ежедневный журнал».
С октября 2007 — генеральный директор «Ежедневного журнала».
С 2015 года занимается преподавательской деятельностью.

## Семья
Бывший супруг — Сергей Вадимович Пашков (род. 1964), шеф Ближневосточного бюро ВГТРК, собственный корреспондент программы «Вести» в Израиле.
- Сын - Кирилл (род. 1995)[2].

## Некоторые публикации
- Герой Порт-Артура, погибший в сталинской тюрьме
- Жандармский генерал на страже престижа монархии
- Хотим подполковника!
- Выбор митрополита Иоанна
- Вместо военной службы — работа с трудными подростками
- Жаждавшие власти
- Последний привал Бонапарта (недоступная ссылка)
- Балтия — эпоха независимости (недоступная ссылка)